# Échalou
Échalou är en kommun i departementet Orne i regionen Normandie i nordvästra Frankrike. Kommunen ligger i kantonen Messei som tillhör arrondissementet Argentan. År 2022 hade Échalou 328 invånare.

## Befolkningsutveckling
Antalet invånare i kommunen Échalou
| Referens: INSEE |